# Tineke Nusink
Tineke Nusink (Maassluis, 1951 – Rotterdam, 16 mei 2025) was een Nederlands beeldhouwer en schilder.

## Leven en werk
Tineke Nusink studeerde aan de Rotterdamse Academie (1968-1974), als leerling van Ian Pieters, Bram Roth, Arie Teeuwisse en Gijs Voskuyl.
Nusink maakte figuratieve portretten, mens- en dierfiguren in brons, schildert en ontwierp daarnaast een aantal onderscheidingen en penningen, waaronder een ter gelegenheid van de 100e sterfdag van schilder Hendrik Willem Mesdag. Nusink is lid van de Pulchri Studio en de Beroepsorganisatie Kunstenaars (BOK). Ter gelegenheid van haar 40-jarig lidmaatschap van Pulchri werd in 2015 een tentoonstelling gehouden waar haar werk te zien was naast dat van Sierk Schröder. In 2018 ontwierp ze een nieuwe onderscheiding voor het Nederlands Auschwitz Comité, als opvolger van het ontwerp van Jan Wolkers.

## Enkele werken
- 1975: Kip, Marislaan, Utrecht.
- gevelreliëf naar de fabel van De vissen en de fluitspelende herder, gymnastieklokaal, Spijkenisse.
- 1980: Boefje, Warande, Rotterdam. Gemaakt in opdracht van RSV Sanctus Laurentius ter gelegenheid van het 13e lustrum van de vereniging.[7]
- 1987: eendengroep, Zijdelwaardplein, Uithoorn.
- 2013: twee penningen ter herinnering aan de landing van de Prins, de latere koning Willem I, in 1813.[8]
- 2015: penning ter gelegenheid van de 100e sterfdag van H.W. Mesdag.
- 2016: Nissewaardpenning, onderscheiding van de gemeente Nissewaard.[9]
- 2018: onderscheiding van het Nederlands Auschwitz Comité.
- 2019: Annetje Fels-Kupferschmidt onderscheiding

## Galerij

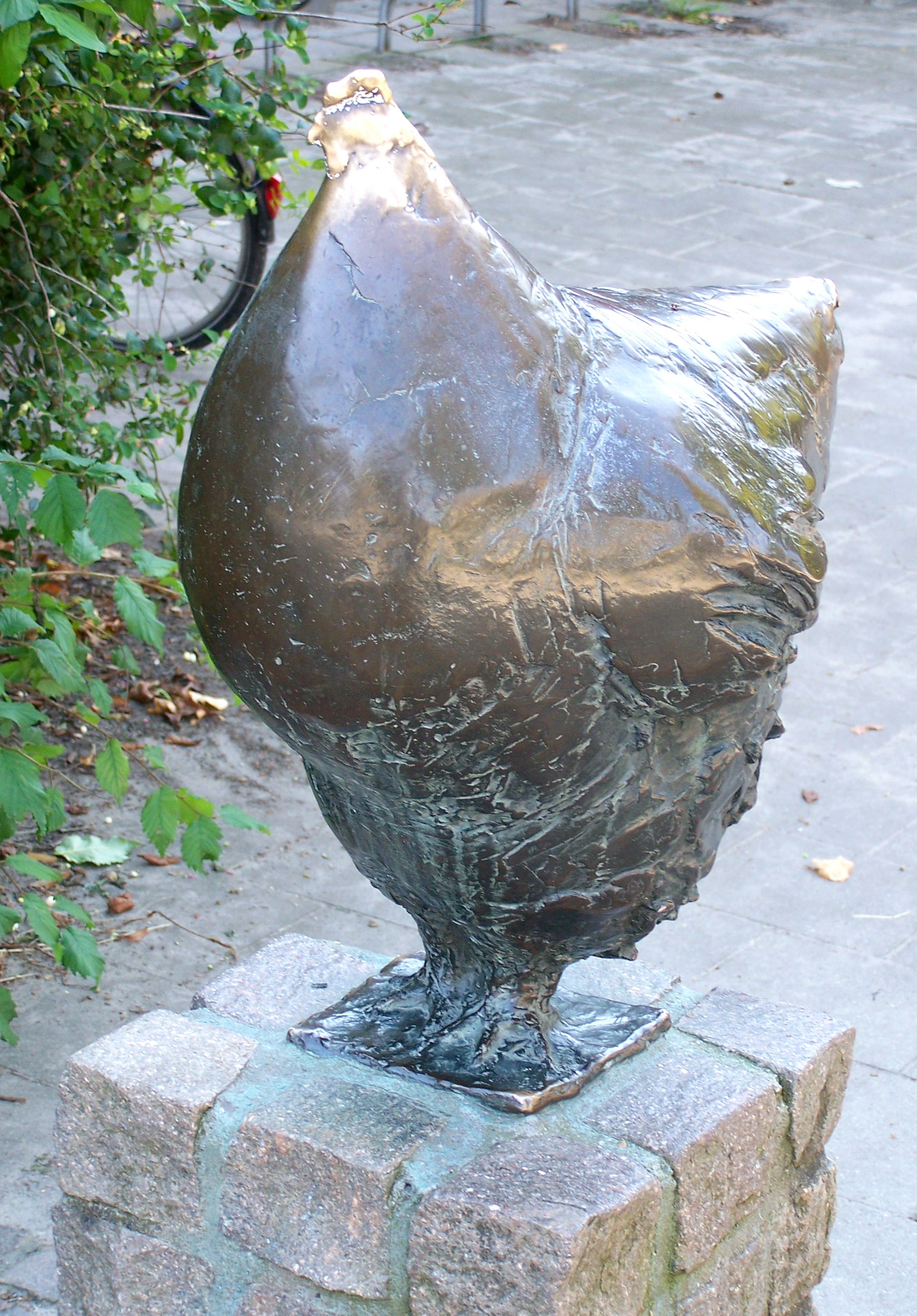
Kip (1975)
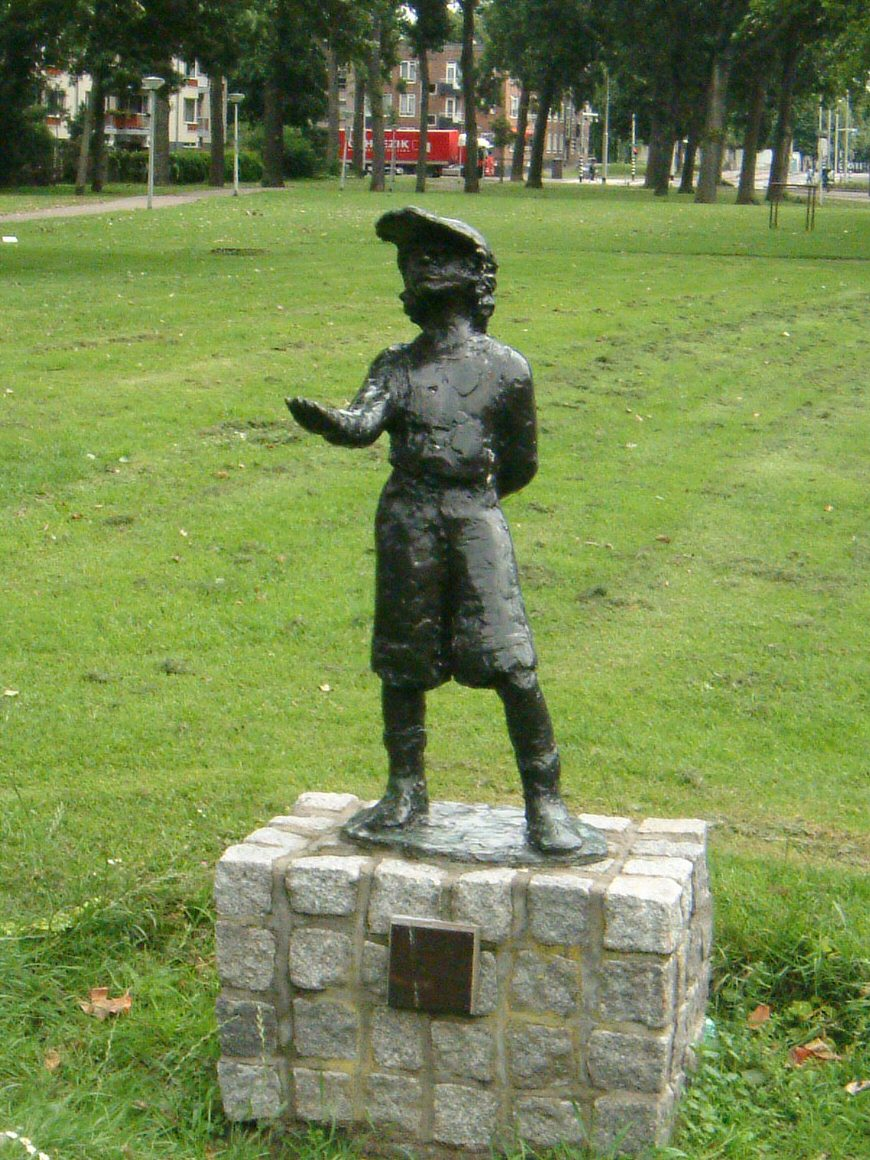
Boefje (1980)